# He'story

《He'story》는 대한민국의 가수 변진섭의 열 번째 정규 음반이다.

## 수록곡
| #   | 제목                                         | 작사           | 작곡     | 편곡   | 재생 시간 |
| --- | -------------------------------------------- | -------------- | -------- | ------ | --------- |
| 1.  | 〈Song By Moonlight〉 (INSTRUMENTAL)         | 하광훈         | 하광훈   |        | 1:41      |
| 2.  | 〈약속〉                                     | 하광훈         | 하광훈   | 하광훈 | 4:55      |
| 3.  | 〈너의 곁에〉                                | 하광석         | 하광석   | 하광석 | 3:29      |
| 4.  | 〈My Only Love (SBS 드라마 유리화 삽입곡)〉  | 하광훈         | 하광훈   | 강린   | 4:05      |
| 5.  | 〈미안해요, 고마워요〉                       | 하광석, 하광훈 | 하광석   | 하광훈 | 4:07      |
| 6.  | 〈소유하지 않는 사람으로 그대를 사랑합니다〉 | 하광훈         | (외국곡) | 하광훈 | 4:26      |
| 7.  | 〈누구라도 그러하듯이〉                      | 배인숙         | (외국곡) | 하광훈 | 4:00      |
| 8.  | 〈비나리〉                                   | 심수봉         | 심수봉   | 하광훈 | 4:51      |
| 9.  | 〈안돼 안돼〉                                | 하광석         | 하광석   | 하광석 | 3:54      |
| 10. | 〈내 마음 갈 곳을 잃어〉                     | 최백호         | 최종혁   | 하광훈 | 5:20      |
| 11. | 〈사랑의 시〉                                | 임선경         | 최종혁   | 하광훈 | 4:20      |
| 12. | 〈너를 잊겠다는 생각은〉                     | 지예           | 하광훈   | 강린   | 3:55      |
| 13. | 〈애련〉                                     | 최희근         | 하광훈   | 강린   | 4:34      |

## CREDIT
- 제작 총괄 & 음악 감독 : 하광훈
- 컴퓨터 프로그래밍 : 하광훈, 강린
- 기타 : 유태준
- 피아노 : 하광훈, 강린
- 트럼펫 : 이주한 of 윈터플레이
- 아코디언 : 심성락
- 백그라운드 보컬 : 변진섭, 하광훈
- 레코딩 엔지니어 : 홍성호
- 믹싱 엔지니어 : 정문원, 홍성호
- 레코딩 & 믹싱 스튜디오 : 한국음반 스튜디오, 청음 스튜디오
- 마스터링 엔지니어 : 정도원
- 마스터링 스튜디오 : 웨이브 스테이션
- 사진 : 김동하 @ UTA STUDIO
- 詩 : TOMI